# 住宅地区改良法
住宅地区改良法（じゅうたくちくかいりょうほう、昭和35年5月17日法律第84号）は、不良住宅が密集する地区の改良事業に関し、事業計画、改良地区の整備、改良住宅の建設その他必要な事項について規定することにより、当該地区の環境の整備改善を図り、健康で文化的な生活を営むに足りる住宅の集団的建設を促進し、もって公共の福祉に寄与することに関する法律である。
1960年5月17日に公布された。

## 構成
- 第一章　総則（第1条―第4条）
- 第二章　住宅地区改良事業
  - 第一節　事業計画（第5条―第8条）
  - 第二節　改良地区の整備、改良住宅の建設等（第9条―第19条）
  - 第三節　測量及び調査（第20条―第24条）
  - 第四節　費用の負担及び補助（第25条―第29条）
  - 第五節　補則（第30条―第32条）
- 第三章　雑則（第33条―第36条の4）
- 第四章　罰則（第37条―第39条）
- 附則